# Mon roman d'aventures
Mon roman d'aventures est une collection des éditions Ferenczi & fils où sont édités des romans de science-fiction, sous la plume d'auteurs plus ou moins connus, comme Maurice Limat, Max-André Dazergues, Claude Moliterni... Les illustrations des couvertures sont signées R. Houy.
La collection démarrée en 1942 et stoppée en 1957, comprend 462 volumes.

## Liste des volumes

### Numéros 1 à 100
1. Les Bâtisseurs de montagne par René-Marcel de Nizerolles
2. La Poursuite dans le désert par Pierre Olasso
3. Les Voleurs de secrets par H. de Graffigny, 1943
4. Le Zodiaque de l'Himalaya par Maurice Limat
5. L'Héritier de Valdy Hookes par René-Marcel de Nizerolles, 1943
6. Le Boucanier de San Felipe par Jacques Chambon, 1943
7. L'Île des naufrageurs par Albert Bonneau, 1943
8. Le tigre se venge par Willie Cobb, 1943
9. Le Maître du soleil par R.-M. de Nizerolles, 1944
10. L'Île foudroyante par Maurice Lionel, 1944
11. Le Tigre de Phu-Dhoc par Maurice de Moulins,1944
12. Les Montreurs d’ours par Paul Maraudy
13. La Pierre qui chante par Jean d'Yvelise
14. Le Train enchanté par René-Marcel de Nizerolles, 1944
15. La Momie du grand Lama par Juliette Debry
16. Le Combat sur la glace par Pierre Olasso ,1945
17. Le Condor des Andes par Ernest Richard, 1946
18. Le Lama rouge par R.-M. de Nizerolles, 1946
19. Les Voleurs de rennes par Maurice de Moulins,1946
20. Le Repaire en feu par Pierre Olasso ,1946
21. La Chasse au banjo par Paul Maraudy
22. La Roche qui pleure par Mona Gloria,1946
23. La Montagne aux vampires par Maurice Limat, 1946
24. Le Maître du Gulf-Stream par Léon Frachet
25. Le Guet-apens de Ravensdane par Albert Bonneau, 1946
26. Les Pygmées de la forêt sans fin par Lucien Farnay, 1946
27. Le Capitaine Jaguar par Maurice d'Escrignelles
28. La Piste des Buffalos par Maurice de Moulins
29. L'Homme des lianes par Jean Voussac, 1946
30. Les Hommes-torpilles par Léon Frachet, 1946
31. Le Guet-apens de l'île au corail par Ernest Richard
32. Le Vampire du Yukon par Louis Roger Pelloussat
33. La Secte des Bouarkous par Paul Tossel, 1946
34. L'Homme-tigre par Léon Frachet, 1946
35. L'Île aux requins par Bobby Bob, 1946
36. Les Cent Portes d'or par Jean Dryer, 1946
37. L'Île des singes-rois par Michel Darry
38. Les Richesses de Mocupia par Léo Gestelys, 1947
39. L’Homme du Hoggar par André Michel
40. Le Clan de l'épouvante par Paul Tossel, 1947
41. La Nuée verte par Louis Roger Pelloussat, 1947
42. Au pays des mille montagnes par Léon Frachet
43. Alerte aux bolides par Maurice Limat,1947
44. La Fille-corsaire par Eugène d'Henry, 1947
45. Le Sequestré de l'Albatros par Bobby Bob, 1947
46. Le Trésor de l’île de Coco par Joseph de Trefford, 1947
47. Pirates modernes par Michel Rupert, 1947
48. À travers la savane par Maurice Lionel, 1947
49. L'Ardente Poursuite par Auguste Mario, 1947
50. L'Idole dans les ruines par Paul Tossel, 1947
51. Sur la piste des Jivaros par Léon Frachet, 1947
52. La Sanglante Poursuite par Louis Roger Pelloussat, 1947
53. Les Hommes-serpents par Maurice Limat, 1947
54. L'Aventure du Golden Bird par Bobby Bob, 1947
55. Un drame en astronef par Maurice Lionel
56. Démon rouge par Michel Darry
57. Le Désert inconnu par Paul Tossel, 1947
58. Les Coupeurs de pistes par Louis Roger Pelloussat
59. Au cœur du cyclone par André-Michel, 1947
60. L'Île des géants par Joseph de Trefford, 1947
61. La Femme aux requins par Léon Frachet, 1947
62. Les Emmurés vivants par Eugène d'Henry, 1947
63. Sous le signe de la lèpre par Louis Roger Pelloussat,1948
64. Le Traîneau du diable par Max-André Dazergues
65. La Fusée silencieuse par Jean Jilbucq
66. La Vengeance des Haschichins par Gilles Hersay
67. Le Secret du pendu par Joseph de Trefford, 1948
68. Le Maître des sables par André-Michel, 1948
69. La Route de l'Atlantique par Léon Frachet, 1948
70. La Malle de Hong-Kong par Louis Roger Pelloussat, 1948
71. Vengeance malgache par Jean Jilbucq
72. Le Renard des sables par Eugène d'Henry, 1948
73. Le Mystère de la pyramide par André Michel - Illus R. Houy, 1948
74. Le Rancho sanglant par Louis Roger Pelloussat, 1948
75. Vers l'inconnu par Bobby Bob
76. La Cité perdue par Léon Frachet
77. Le Fou du chérif par Jean Jilbucq, 1948
78. Drame au fond de la mer par Maurice Lionel, 1948
79. La Pagode infernale par Jean Normand
80. La Victime humaine par Léo Gestelys,
81. L'Écumeur du Gila par Albert Bonneau, 1948
82. Le Cercle des serpents par H. Debure, 1948
83. La Nuit du diable par Louis Bonzom, 1948
84. Le Fortin de la soif par Jacques Chambon
85. La Déesse aux yeux d’or par Maurice Limat
86. La Lune sanglante par Maurice d'Escrignelles,1948
87. La Revanche de Steve Mac Kay par George Fronval
88. La Fille des solitudes par Paul Tossel
89. Le Secret de l'épave par Gabriel Gay, 1949
90. Dette d'honneur par Eugène d'Henry, 1948
91. L'Explorateur sous-marin par Léon Frachet, 1949
92. La Rivière maudite par Jean Jilbucq
93. Le Fluide d'or par Jean Jilbucq, 1949
94. La Revanche du gaucho par Louis Roger Pelloussat, 1949
95. L'Île aux idoles  par Maurice Limat
96. Sur les pistes du Wild par Paul Tossel, 1949
97. Le Maître de la guerre par Roger Delvart, 1949
98. Les Pillards d'estancias par Louis Roger Pelloussat, 1949
99. La Vengeance de Rahma par Maurice Lionel
100. Le Trésor du forçat par Léo Gestelys, 1949

### Numéros 101 à 200
1. Les Ravageurs de placers par Jean Normand, 1949
2. Les Écumeurs de pampas par Paul Tossel, 1949
3. Les Mystérieux Stylets par Florent Manuel, 1949
4. Les Hommes-panthères par L. R. Pelloussat, 1949
5. Le Pirate du Laos par Paul Tossel
6. L'Effroyable Expérience par Léo Gestelys, 1949
7. Trois chercheurs d'aventures par Manuel Florent, 1949
8. Zone interdite par Bobby Bob, 1949
9. Les Aventuriers du Whitland par Louis-Roger Pelloussat, 1949
10. Le Secret du volcan par Paul Tossel
11. Poing de fer par Florent Manuel, 1949
12. Le Repaire des pirates par Bobby Bob, 1949
13. La Gorge aux diamants par L.-R. Pelloussat, 1949
14. L'Épave au trésor par Paul Tossel, 1950
15. Le Corsaire des mers du sud par René Poupon, 1950
16. Le Fantôme blanc par Florent Manuel, 1950
17. L'Île des hommes gorilles par Paul Tossel, 1950
18. Alerte dans le désert par Louis Roger Pelloussat,1950
19. Dramatique reportage par J. Vaison
20. Le Corsaire de Saint-Malo par Florent Manuel, 1950
21. Révolte dans la brousse par Paul Tossel, 1950
22. La Course au placer par Louis-Roger Pelloussat, 1950
23. Le Temple invisible par Léo Gestelys
24. La Rose du Klondyke par Erik J. Certön, 1950
25. L'Île aux Parangons par Paul Tossel, 1950
26. La Réhabilitation de Bill Howard par Pierre Olasso, 1950
27. L'Araignée d'argent par Maurice Limat
28. Le Mousse du pirate par Maurice Lionel
29. Convoi sur le Mékong par Paul Tossel, 1950
30. Les Captifs de Sind-Wha par L. R. Pelloussat, 1950
31. Le Tyran de Manajuaz par Paul Dargens, 1950
32. Au pays du silence par Maurice d'Escrignelles, 1950
33. La Piste du Yukon par Paul Tossel, 1950
34. Le Secret de l'idole par L. R. Pelloussat, 1950
35. Le Mystère des hommes volants  par Maurice Limat, 1950
36. À travers les récifs par Paul Tossel, 1950
37. La Panthère noire par Maurice d'Escrignelles
38. Le Magicien noir par Louis Roger Pelloussat,1950
39. L'Île du grand serpent par Maurice Lionel, 1951
40. Le Défilé des aigles par Maurice Limat, 1951
41. La Course à l'épave par Paul Tossel
42. Les Pirates du fleuve bleu par L. R. Pelloussat,1951
43. Les Maîtres de la forêt par Paul Dargens
44. La Croix du soleil par Paul Tossel, 1951
45. Les Monstres aux grandes oreilles par Louis Bonzom, 1951
46. Le Fantôme volant par Maurice Limat
47. L'Île aux pieuvres par Maurice d'Escrignelles, 1951
48. L'Avion mystérieux par Maurice Lionel, 1951
49. L'Îlot du Diable par Paul Dargens, 1951
50. La Citadelle de l'or par Jean des Chaises, 1951
51. Crimes dans le Wild par Paul Tossel
52. Le Pirate des sables par Michel Darry, 1951
53. La Danse du sang par André Michel, 1951
54. L'Empire du démon blanc par Paul Tossel, 1951
55. Les Hommes de l’aventure par Michel Darry
56. L'Or dans la brousse par Paul Tossel, 1951
57. Le Secret des "Huit" par André-Michel, 1951
58. L'Idole des cavernes par Paul Tossel, 1951
59. L'Angoisse du mystère par Bobby Bob, 1951
60. La Ville engloutie par Léo Gestelys, 1951
61. La Course au radium par Michel Darry, 1951
62. Le Roi des solitudes par Paul Tossel, 1951
63. Le Pôle tragique par André Michel, 1951
64. Le Trésor des Rocheuses par Michel Darry, 1951
65. Le Secret de Tokita par André-Michel, 1951
66. Les Diables rouges par Paul Tossel, 1951
67. Alerte au pétrole par Léo Gestelys, 1951
68. La Malédiction des Andes par Michel Darry, 1951
69. La Montagne de feu par Paul Tossel, 1951
70. Le Trésor d'Angkor par André-Michel, 1951
71. Qui êtes-vous Mister Pitt ? par Alex Surchamp,1952
72. Batailles dans la brousse par Gabriel Gay, 1952
73. La Montagne qui saigne par Maurice Limat, 1952
74. L'Infernale croisière par Michel Darry, 1952
75. La Mission de John Sanders par Martial Sivry
76. Le Secret de Kerguelen par André Michel, 1952
77. Les Voleurs d'enfants par Jean Voussac, 1952
78. La Perle du désert par Alex Peck, 1952
79. Le Mystérieux Cow-boy par Maurice de Moulins ,1952
80. Les Naufragés de la Nuéva Espana par Léo Gestelys, 1952
81. Atterrissage au pôle par Maurice Limat
82. Le Gouffre au trésor par Pierre Peter
83. L'Homme des antipodes par Paul Tossel, 1952
84. Au pays des rajahs par Maurice d'Escrignelles, 1952
85. L'Attaque du Pony-express par Albert Bonneau, 1952
86. Le Captif de Santa-Cruz par Maurice de Moulins ,1952
87. La Dernière Cartouche par Jean Voussac, 1952
88. L'Espion de l'oasis par Lucien Farnay
89. Le Naufragés du "Goéland" par Maurice Lionel, 1952
90. L'Émeraude du Nil par Maurice d'Escrignelles
91. Le Secret du palais de bronze par Claude Ascain, 1952
92. Baroud par Alex Peck, 1952
93. Les Faiseurs de planètes par Maurice Limat, 1952
94. La Mystérieuse Mission par Jean Daye, 1952
95. Le Phare dans la forêt par Albert Bonneau, 1952
96. La Baie des pingouins par Maurice de Moulins, 1952
97. La Danse des monstres par Jean Voussac, 1952
98. Le Sampan du diable par Lucien Farnay, 1952
99. La Vengeance des îles par Charles Marcellus, 1952
100. Une nuit dans la brousse par Léo Gestelys

### Numéros 201 à 300
1. Le Trésor de "l'Austral" par Paul Tossel, 1952
2. Allo...j'appelle Abidjan par J.-K. O'Brian, 1952
3. Perles de sang par René Poupon, 1952
4. L'Enfer des sables par Willie Cobb, 1952
5. Le Tigre de la montagne par Jean Voussac
6. Le Sorcier de Yakoundé par Paul Tossel, 1952
7. Fugue en ballon par Robert Lortac
8. Le Bouddah vivant par H. J. Magog
9. L'Idole aux yeux d'émeraude par R. Duchesne, 1952
10. La Prêtresse du zodiaque par Maurice Limat
11. Le Fléau de la pampa par Albert Bonneau, 1952
12. Le Dictateur de Rosario par Lucien Farnay
13. Le Fils du harponneur par Jean Voussac, 1952
14. Les Sectaires de Bouddah par Maurice Limat, 1952
15. Minuit, apponrtement ouest 2... par Jean Delhat
16. La Tour des tortures par Paul Tossel,1952
17. Prisonnier des pirates chinois par Henri Rosey
18. La Cité ensevelie par Alex Peck, 1952
19. La mort est dans les dunes par L. Forcade, 1952
20. Le Monstre préhistorique par Pierre Olasso, 1952
21. L'Éclipse du sang par Jean Delhat
22. Révolte en plein ciel par Maurice Limat, 1952
23. Mort en contrebande par Anne-Marie Delfour, 1953
24. Sous le signe du poisson austral par Florent Manuel, 1953
25. L'Énigme des Soucoupes Volantes par Léopold Massiéra, 1953
26. Le Pont du tonnerre par Max-André Dazergues
27. La Terre des lépreux par Paul Tossel, 1953
28. A. R. 34, pas rentré... par Luiz Delfour, 1953
29. S.O.S. par Alex Peck, 1953
30. Corsaires invisibles par Maurice Limat, 1953
31. La Piste du désespoir par René Poupon, 1953
32. Capteurs de fauves par Robert Lortac, 1953
33. La Case aux têtes coupées par Jean Voussac, 1953
34. Le Secret de l'île Palma par Léo Gestelys
35. Au cœur de la forêt par Jacques Saint-Michel, 1953
36. Fièvre de mort par Maurice Limat
37. La Vengeance du griot par Maurice de Moulins, 1953
38. Les Hors-la-loi par René Poupon ,1953
39. Le Roi du colt par Pierre Olasso, 1953
40. L'Odyssée du Polar Star par Alex Peck,1953
41. L'Inconnue de Madrid par Dick Lanson
42. Le Pays de l'or maudit par Lydie Servan
43. La Revanche du trappeur par Paul Tossel,1953
44. L’Antre des Dieux par Max-André Dazergues,1953
45. La chevauchée sans espoir par René Poupon, 1953
46. Au-delà du vertige par Maurice Limat, 1953
47. Mission remplie par Léan Flume, 1953
48. Les bandits de Silver Falls par Pierre Olasso
49. As-tu compris panthère ? par Joan Dull, 1953
50. L'Atoll aux pirates par Paul Tossel, 1953
51. Pedro fait des bêtises par Alba, 1953
52. Comète 73 par Maurice Limat
53. La Caverne des supplices par Pierre Moralie, 1953
54. L'Étrange Aventure d'El Toro par Pierre Olasso, 1953
55. Des balles et pas de lasso par Joan Dull, 1953
56. La Course au bolide par Paul Tossel,1953
57. Crimes pour le radium par Robert Lortac
58. La Patrouille des neiges par René Poupon, 1953
59. Les Frères de la savane par Max-André Dazergues, 1953
60. L'Iceberg de l'épouvante par André Mad
61. La Danseuse de Saïgon par Léo Gestelys, 1953
62. Fiez-vous aux blondes par Joan Dull, 1953
63. Minuit... Parachute en vue... par Joan Derwing, 1953
64. Révolte à San Christobal René-Paul Noël
65. Face au péril par Bobby Bob, 1953
66. Courrier interplanétaire par Maurice Limat, 1953
67. En avion au centre de la Terre par Max-André Dazergues
68. La Trahison du guide par Albert Bonneau, 1953
69. L'Île sans nom par Maurice de Moulins, 1953
70. La Course aux étoiles par Léopold Massiéra
71. Des yeux à tous les hommes par Alex Peck, 1953
72. Le Cri de guerre par René Poupon, 1953
73. Ne triche pas qui veut par P. Peter, 1953
74. Rais sur les diamants par Paul Tossel
75. Trafic de drogues par G. Lange, 1954
76. Le Mystère des cataractes par André Mad,1954
77. Le Serment des princes pirates par Nagaika
78. Quand on tue dans la brousse par Harry Liver, 1954
79. Le Temple du feu par Alex Peck, 1954
80. L'Inconnu de Papeete par Léo Gestelys, 1954
81. Cap sur La Havane par René-Paul Noël, 1954
82. Duel dans la prairie par Paul Tossel
83. Les blancs jouent et gagnent par Alex Peck, 1954
84. Frontière sans passeport par Joan Dull, 1954
85. Des dragées pas cher ! par Anne-Marie Delfour
86. Le Voyage sans retour par Léo Gestelys
87. Le Manuscrit de la mer morte par Charles Vaysse, 1954
88. La Sphère engloutie par Max-André Dazergues
89. A-117 a disparu par Maurice Limat, 1954
90. Un homme à la mer par Alex Peck, 1954
91. La Fille du grand chacal par Pierre Lescheraines, 1954
92. Le Jaguar de jade par Paul Tossel,1954
93. La Spirale du diable par Max-André Dazergues, 1954
94. La Grille aux portes closes par Alex Peck, 1954
95. Les Troupeaux de la lune par Léopold Massiéra, 1954
96. Pêche interdite par Joan Dull, 1954
97. Le Mal des étoiles par Maurice Limat
98. Un Poignard dans le dos par Eric Ruthless, 1954
99. La Pyramide de la mort par Max-André Dazergues
100. La Belle de Maracaïbo par Paul Tossel

### Numéros 301 à 400
1. La Sénora des douleurs par Léo Gestelys, 1954
2. Deux balles dans la peau par Maurice Limat, 1954
3. L'Aérolithe sous-marin par Max-André Dazergues, 1954
4. Les Requins du grand lac par Paul Clerouc, 1954
5. La Vierge rouge des sierras par Paul Tossel, 1954
6. L'Homme des banquises par Gabriel Gay, 1954
7. Le Secret du Nil Bleu par Léo Gestelys, 1954
8. Zone interdite par Alex Peck
9. Crocodilopolis par Maurice Lionel, 1954
10. Le Monde des abîmes par Léopold Massiera
11. Opération Lotus par Max-André Dazergues, 1954
12. Aventure au bord de la nuit par Joan Dull, 1954
13. Le Monstre des neiges par Paul Clerouc, 1954
14. La Loi de la brousse par Andy Spencer, 1954
15. Loung par Alex Peck
16. La Randonnée maudite par Paul Dargens, 1954
17. L'Enfer vert par Max-André Dazergues,1954
18. La Métisse des sierras par Paul Tossel, 1954
19. Les Forçats de l'espace Maurice Limat
20. Une nuit au Kenya par Léo Gestelys, 1954
21. Les Chevaliers du Ciel par Léopold Massiera
22. Quand le tam-tam appelle la mort par Gabriel Gay, 1954
23. Attaque cosmique par Maurice Lionel
24. L'Île aux ossements par Paul Tossel, 1954
25. La Pyramide d'or par Léo Gestelys, 1954
26. Le Secret de l'atome par Léopold Massiera
27. Dynamite blonde par Dick Colins,1954
28. La Terre du maléfice par Gabriel Gay, 1954
29. Le Fugitif du Rio Grande par Léopold Rémon,1955
30. La Sirène de la banquise par Max-André Dazergues, 1955
31. Le Sultan lèpreux par Paul Tossel,1955
32. Le Dieu du Kilima-n'djaro par Gil Roc,1955
33. La Madone des steppes par Gabriel Gay, 1955
34. La Nuit des fauves par Maurice Limat, 1955
35. Horrible vengeance par Charles Richebourg,1955
36. L'Île de la lèpre bleue par Max-André Dazergues, 1955
37. Une nuit à Barcelone par Léo Gestelys, 1955
38. Satellites inconnus par Maurice Limat, 1955
39. La Mort du mulâtre par Charles Richebourg, 1955
40. Escale à Vera-Cruz par Désiré Charlus, 1955
41. Fuite devant la mort par Léo Gestelys
42. Le Drame du vallon noir par Paul Darcy, 1955
43. La Soucoupe de cire par Max-André Dazergues,1955
44. Simple rencontre par John Silver, 1955
45. L'Héritage du pauvre Cafre par Léo Gestelys, 1955
46. Le Voleur d'océans par Léopold Massiera
47. Echec à la mort par Dick Colins
48. Les Fantômes de Downcaster par Charles Richebourg, 1955
49. Un Œillet rouge par Joan Dull, 1955
50. Les Sables sanglants par Serge Alkine
51. Au soleil de l'épouvante par Maurice Limat, 1955
52. Le bourreau a disparu par Charles Richebourg, 1955
53. Les Quatre Gauchos de la Serrada par Paul Tossel
54. La Horde de feu par Serge Alkine
55. L'Étrange Peuple du Kintchindjinga par Gil Roc, 1955
56. Prisonniers des diplodocus par Michel Dahin, 1955
57. Deux yeux de saphir par Charles Richebourg, 1955
58. Du sang sur les vagues par Serge Alkine, 1953
59. L'Oiseau des ténèbres par Maurice Limat, 1955
60. La Fille de la Prairie par Paul Tossel,1955
61. L’Île des malédictions par Léo Gestelys
62. Les Enfants du dragon par Charles Richebourg, 1955
63. Les Vengeurs de la Sierra par Serge Alkine
64. Vaincu d'avance par René Poupon, 1955
65. Chasseurs de comètes par Maurice Lionel
66. L’Inutile trésor par Léo Gestelys
67. L'Archange aux ailes brisées par Jean-Louis Mayne, 1955
68. Le Bouddha qui tue par Serge Alkine
69. L'Univers des gouffres par Gil Roc, 1955
70. Les Filles du pirate par Léo Gestelys, 1955
71. Le Sorcier du Morne rouge par Charles Richebourg, 1955
72. Convoi pour Macao par Max-André Dazergues
73. L’Aventure sous-marine par Serge Alkine
74. L'archange reprend son vol par Jean-Louis Mayne, 1955
75. La Tragédie du Lhotsé par Raoul Borjack, 1956
76. Révolte à Santa Morena par Paul Darcy
77. La Vengeance du ranchero par Paul Tossel
78. Nuit africaine par Léo Gestelys
79. La Dernière Bombe par Serge Alkine, 1955
80. Les Passagers du silence par Maurice Limat, 1955
81. Les Bas-fonds de Bagdad par Raoul Borjack, 1956
82. De la terre à l'ether par Max-André Dazergues
83. La Villa de la mort par Léo Gestelys, 1956
84. Les Explorateurs du passé par Gil Roc, 1956
85. La Croisière maudite par Serge Alkine, 1956
86. Le Vampire tombé du ciel par Maurice Limat, 1956
87. La Ville d'or par R. Borjack, 1956
88. Le Solarium de la mort par Max-André Dazergues
89. L'archange visite le Campo-Santo par Jean-Louis Mayne, 1956
90. La Chasse du Pharaon par Serge Alkine, 1956
91. Trente, rouge, pair, passe par Charles Richebourg, 1956
92. La Pépite au maléfice par Paul Tossel
93. À bord de la Marie Gracieuse par Désiré Charlus
94. Le Secret du sarcophage par Claude Manuel
95. La Statue maléfique par Léo Gestelys, 1956
96. Triple drame au pôle par Serge Alkine
97. Lolita de Monterey par C. Richebourg, 1956
98. La Fille aux taureaux par Yves Saint-Claude, 1956
99. Les Peuples vivaient sous terre par Jacky Fauvel, 1956
100. Le Monastère des morts-vivants par Max-André Dazergues, 1956

### Numéros 401 à 462
1. Périlleuse Mission par Serge Alkine
2. Convois noirs sur l'Arabie par Paul Tossel, 1956
3. Perdu dans le grand Erg par Léo Gestelys, 1956
4. Prisonniers des abîmes par Raoul Borjack, 1956
5. Le Nain de la Sanga par Jean-Louis Mayne, 1956
6. La Vengeance de l'intouchable  par Serge Alkine, 1956
7. Le Satellite inconnu par Léo Gestelys, 1956
8. Fleur des sables par Désiré Charlus, 1956
9. Le Coup de Trafalgar par Charles Richebourg, 1956
10. L'Homme au double visage par Serge Alkine
11. Le Requin d'acier par Raoul Borjack, 1956
12. Pauvre Johnny par Jean-Louis Mayne, 1956
13. Pour vous la dernière balle par R. et R. Poupon
14. Le Testament du mage par Léo Gestelys, 1956
15. La Mort errante par Gilles Mersay, 1956
16. L'Horrible planète par Gil Roc, 1956
17. Le Maître du grand Zocco par Serge Alkine
18. La Piste infernale par Léo Gestelys, 1956
19. La Cachette d'Horo Hurio par Jean Tidik, 1956
20. Les Bas-fonds de l'aventure par Paul Tossel,1956
21. L'Inconnu du Sud express par Paul Clérouc, 1956
22. L'Aventurier de Bornéo  par Serge Alkine, 1956
23. La Vengeance de Kali par Léo Gestelys, 1956
24. L'Île des cocotiers par Ch. Richebourg, 1956
25. Le Guide de l'avenir  par Léopold Massiéra, 1956
26. La Révolte de la terre par Serge Alkine, 1956
27. Le Cheik au burnous noir par Paul Tossel, 1956
28. Le Scarabée sacré par Raoul Borjack, 1956
29. Nyanga, l'homme-léopard par Charles Richebourg, 1956
30. L'Estancia sous les flammes par Léo Gestelys, 1956
31. Un homme a disparu par Serge Alkine, 1956
32. Batailles de pirates par Paul Tossel, 1956
33. De l'or sous la toundra par Handecault, 1956
34. Le Village maudit par Raoul Borjack, 1956
35. Les Hyènes du Gondar par Charles Richebourg, 1957
36. La Montagne d'argent par Léo Gestelys, 1957
37. Dans les nuages par Serge Alkine, 1957
38. Le Chemin de la fortune par Charles Richebourg
39. La Nuit des catacombes par Léo Gestelys, 1957
40. Le Cercle de la mort par Raoul Borjack
41. L'Inconnu de la montagne par Michel Soler
42. Le Trou du Diable par Serge Alkine
43. Une nuit en mer par Léo Gestelys
44. Nancy de Portsmouth par Désiré Charlus
45. Dangereuse Mission par Michel Soler
46. Le Secret de la Tour de Pise par Léo Gestelys
47. Les Francs-tireurs par Hans Black
48. Le Vampire des Andes par Charles Richebourg
49. Les comptes sont réglés par Léo Gestelys, 1957
50. La mort est au bout par Raph Davis, 1957
51. Vendetta sicilienne par D. Charlus ,1957
52. L'Or de la lune par Serge Alkine, 1957
53. La Croix de sang par Paul Tossel
54. Le Serment de Milagros par Léo Gestelys
55. Sidi Hussein, mendiant du Hedjaz par Charles Richebourg
56. Frontière de mort par Raph Madison
57. La Perle magique par Serge Alkine
58. L'Atoll au trésor par Paul Tossel, 1957
59. Le Talisman de puissance par Léo Gestelys
60. Mission de la mort par Karl von Kraft
61. Ressuscité de l'enfer par Raoul Borjack
62. Sorcellerie noire par Léo Gestelys